# District de Palmi

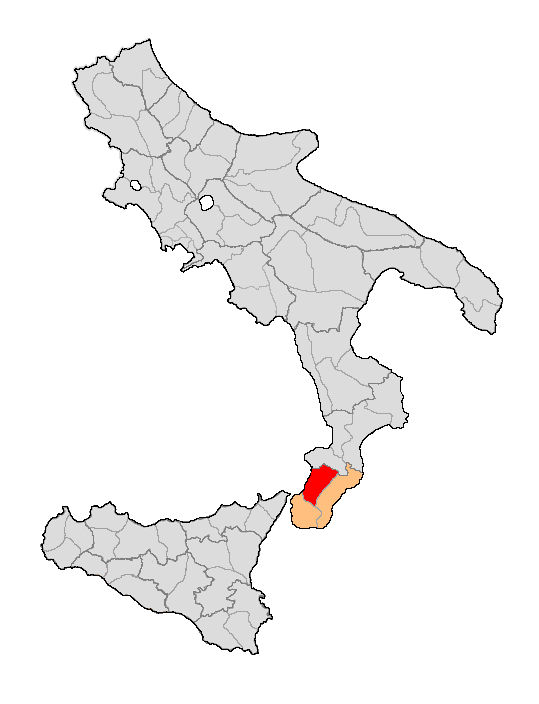

Le district de Palmi fut une subdivision administrative du royaume de Naples et ensuite du royaume des Deux-Siciles. De 1806 à 1816, elle fit partie de la province de Calabre ultérieure puis de 1816 à 1860 de la province de Calabre ultérieure première. Le district occupait approximativement l'actuel étendu de la plaine de Gioia Tauro.

## Création et suppression
Le district de Palmi fut créé par la loi no 132 de 1806 portant sur la division et l'administration des provinces du royaume de Naples. Il fut officialisé le 8 août de cette année par Joseph Bonaparte. Le district disparut à la suite de l'occupation garibaldine et de l'annexion au royaume de Sardaigne en 1860.

## Subdivisions administratives
Le district était divisé en plusieurs entités administratives. L'entité directement inférieur était celle de circondario qui à leurs tours étaient divisés en communes qui pouvaient à leurs tours être divisés en villages.
Le district de Palmi possédait 9 circondari :
- Circondario de Palmi : Palmi et Gioia Tauro.
- Circondario de Sinopoli supérieure : Sinopoli supérieure, Cosoleto, Paracorio, Pedavoli, San Procopio et Sant'Eufemia d'Aspromonte.
- Circondario de Casalnuovo : Casalnuovo.
- Circondario de Cinquefrondi : Cinquefrondi, Anoia Inférieure, Maropati, Galatro et Giffone.
- Circondario de Laureana : Laureana di Borrello, Candidoni, Caridà, Feroleto della Chiesa, Rosarno, San Pietro et Serrata.
- Circondario de Oppido : Oppido, Molochio, Santa Caterina dello Ionio, Santa Cristina d'Aspromonte, Scido, Tresilico et Varapodio.
- Circondario de Polistena : Polistena, Rizziconi et San Giorgio Morgeto.
- Circondario de Radicena : Radicena, Terranova Sappo Minulio et Iatrinoli.
- Circondario de Seminara : Seminara et Melicuccà.

En 1839, le district de Palmi comptait 90 009 habitants.

## Source
- (it) Cet article est partiellement ou en totalité issu de l’article de Wikipédia en italien intitulé « Distretto di Palmi » (voir la liste des auteurs).

## Articles liés
- Royaume des Deux-Siciles
- Calabre ultérieure première
- Province de Reggio de Calabre